# جیدن آنتوی نیامه
جیدن آنتوی نیامه (انگلیسی: Jayden Antwi-Nyame؛ زادهٔ ۳۰ نوامبر ۱۹۹۸) بازیکن فوتبال است.
از باشگاه‌هایی که در آن بازی کرده‌است می‌توان به باشگاه فوتبال ای‌اف‌سی ویمبلدون اشاره کرد.